# روبرت شنايدر (دراج)
روبرت شنايدر (بالإنجليزية: Robert Schneider)‏ هو دراج أمريكي، ولد في 17 يناير 1944 في ماديسون في الولايات المتحدة.

## وصلات خارجية
- روبرت شنايدر على موقع أرشيف الدراجات (الإنجليزية)
- روبرت شنايدر على موقع إحصائيات الدراجات الإحترافية (الإنجليزية)
- روبرت شنايدر على موقع أوليمبيديا (الإنجليزية)